# Inzlingen
Inzlingen es un municipio en un valle del macizo montañoso Dinkelberg en el distrito de Lörrach en Baden-Wurtemberg, Alemania. Tiene una población de 2475 habitantes y una superficie de 948 ha. La proporción de pradera, prados, pastos y bosque cubre el 70 por ciento de la superficie total de Inzlingen. Está situado a una altura media sobre el nivel del mar de 365 m con el punto más alto a 514 m y el punto más bajo a 314 m. Municipios vecinos son Riehen y Bettingen en el cantón suizo de Basilea-Ciudad y Grenzach-Wyhlen y Rheinfelden en el distrito de Lörrach, así como la ciudad de Lörrach.